# Чемпіонат Угорщини з футболу
Чемпіона́т Уго́рщини з футбо́лу, Уго́рський націона́льний чемпіона́т з футбо́лу (угор. Magyar Labdarúgó-Bajnokság) — футбольне змагання в Угорщині, що проводиться Асоціацією футболу Угорщини. В 2007—2010 називалася Шопрон-Ліга (угор. Soproni Liga), по бренду титульного спонсора.

## Регламент змагань
Турнір проходить у вигляді групового етапу, в якому 12 команд тричі грають один проти одного. Переможець отримує можливість грати в кваліфікаційному етапі Ліги Чемпіонів, у той час як другий призер, разом з переможцем Кубка Угорщини проходить в кваліфікаційний етап Ліги Європи.
Клуби, що зайняли 2 останні місця в чемпіонаті вирушають у Угорський національний чемпіонат II, а їх місця займають команди, що зайняли перші місця в Угорському національному чемпіонаті II (Захід) і Угорському національному чемпіонаті II (Схід).

## Чемпіони та призери
| Сезон   | Чемпіон                                           | 2-ге місце                                        | 3-тє місце                                        |
| ------- | ------------------------------------------------- | ------------------------------------------------- | ------------------------------------------------- |
| 1901    | БТК                                               | МУЕ                                               | «Ференцварош»                                     |
| 1902    | БТК                                               | «Ференцварош»                                     | «ФК 33»                                           |
| 1903    | «Ференцварош»                                     | БТК                                               | МТК                                               |
| 1904    | МТК                                               | «Ференцварош»                                     | БТК                                               |
| 1905    | «Ференцварош»                                     | «Будапешт Посташ»                                 | МТК                                               |
| 1906-07 | «Ференцварош»                                     | «Мадяр АК»                                        | МТК                                               |
| 1907-08 | МТК                                               | «Ференцварош»                                     | «Мадяр АК»                                        |
| 1908-09 | «Ференцварош»                                     | «Мадяр АК»                                        | БТК                                               |
| 1909-10 | «Ференцварош»                                     | МТК                                               | «Немзеті СК»                                      |
| 1910-11 | «Ференцварош»                                     | МТК                                               | «Тереквеш»                                        |
| 1911-12 | «Ференцварош»                                     | МТК                                               | БАК                                               |
| 1912-13 | «Ференцварош»                                     | МТК                                               | БТК                                               |
| 1913-14 | МТК                                               | «Ференцварош»                                     | «Тереквеш»                                        |
| 1914/16 | Не проводився через першу світову війну           | Не проводився через першу світову війну           | Не проводився через першу світову війну           |
| 1916-17 | МТК                                               | «Тереквеш»                                        | «Уйпешт»                                          |
| 1917-18 | МТК                                               | «Ференцварош»                                     | «Тереквеш»                                        |
| 1918-19 | МТК                                               | «Ференцварош»                                     | «Уйпешт»                                          |
| 1919-20 | МТК                                               | «Кішпешт»                                         | «Ференцварош»                                     |
| 1920–21 | МТК                                               | «Уйпешт»                                          | «Ференцварош»                                     |
| 1921–22 | МТК                                               | «Ференцварош»                                     | «Уйпешт»                                          |
| 1922–23 | МТК                                               | «Уйпешт»                                          | «Ференцварош»                                     |
| 1923–24 | МТК                                               | «Ференцварош»                                     | «Уйпешт»                                          |
| 1924–25 | МТК                                               | «Ференцварош»                                     | «Вашаш»                                           |
| 1925–26 | «Ференцварош»                                     | МТК                                               | «Вашаш»                                           |
| 1926–27 | «Ференцварош»                                     | «Уйпешт»                                          | МТК Хунгарія                                      |
| 1927–28 | «Ференцварош»                                     | МТК Хунгарія                                      | «Уйпешт»                                          |
| 1928–29 | МТК Хунгарія                                      | «Ференцварош»                                     | «Уйпешт»                                          |
| 1929–30 | «Уйпешт»                                          | «Ференцварош»                                     | МТК Хунгарія                                      |
| 1930–31 | «Уйпешт»                                          | МТК Хунгарія                                      | «Ференцварош»                                     |
| 1931–32 | «Ференцварош»                                     | «Уйпешт»                                          | МТК Хунгарія                                      |
| 1932–33 | «Уйпешт»                                          | МТК Хунгарія                                      | «Ференцварош»                                     |
| 1933–34 | «Ференцварош»                                     | «Уйпешт»                                          | «Бочкаї» (Дебрецен)                               |
| 1934–35 | «Уйпешт»                                          | «Ференцварош»                                     | МТК Хунгарія                                      |
| 1935–36 | МТК Хунгарія                                      | «Уйпешт»                                          | «Ференцварош»                                     |
| 1936–37 | МТК Хунгарія                                      | «Ференцварош»                                     | «Уйпешт»                                          |
| 1937/38 | «Ференцварош»                                     | «Уйпешт»                                          | МТК Хунгарія                                      |
| 1938/39 | «Уйпешт»                                          | «Ференцварош»                                     | МТК Хунгарія                                      |
| 1939/40 | «Ференцварош»                                     | МТК Хунгарія                                      | «Уйпешт»                                          |
| 1940/41 | «Ференцварош»                                     | «Уйпешт»                                          | «Сегед» (Сегед)                                   |
| 1941/42 | «Чепель Вайс-Манфред»                             | «Уйпешт»                                          | «Сольнок»                                         |
| 1942/43 | «Чепель Вайс-Манфред»                             | «Надьвараді» (Орадя)                              | «Ференцварош»                                     |
| 1943/44 | «Надьвараді» (Орадя)                              | «Ференцварош»                                     | «Коложвар» (Клуж)                                 |
| 1945    | «Уйпешт»                                          | «Ференцварош»                                     | «Чепель»                                          |
| 1945/46 | «Уйпешт»                                          | «Вашаш»                                           | «Чепель»                                          |
| 1946/47 | «Уйпешт»                                          | «Кішпешт»                                         | «Вашаш»                                           |
| 1947/48 | «Чепель»                                          | «Вашаш»                                           | «Ференцварош»                                     |
| 1948/49 | «Ференцварош»                                     | МТК                                               | «Кішпешт»                                         |
| 1949/50 | «Будапешт Гонвед»                                 | «ЕДОС»                                            | «Будапешт Текстилеш»                              |
| 1950(о) | «Будапешт Гонвед»                                 | «Будапешт Текстилеш»                              | «Будапешт Дожа»                                   |
| 1951    | «Будапешт Баштя»                                  | «Будапешт Гонвед»                                 | «Будапешт Дожа»                                   |
| 1952    | «Будапешт Гонвед»                                 | «Будапешт Баштя»                                  | «Будапешт Дожа»                                   |
| 1953    | «Будапешт Вереш Лобоґо»                           | «Будапешт Гонвед»                                 | «Вашаш»                                           |
| 1954    | «Будапешт Гонвед»                                 | «Будапешт Вереш Лобоґо»                           | «Будапешт Кініжі»                                 |
| 1955    | «Будапешт Гонвед»                                 | «Будапешт Вереш Лобоґо»                           | «Будапешт Кініжі»                                 |
| 1956    | Сезон не був закінчений через повстання 1956 року | Сезон не був закінчений через повстання 1956 року | Сезон не був закінчений через повстання 1956 року |
| 1957    | «Вашаш»                                           | МТК                                               | «Уйпешт Дожа»                                     |
| 1957/58 | МТК                                               | «Будапешт Гонвед»                                 | «Ференцварош»                                     |
| 1958/59 | «Чепель»                                          | МТК                                               | «Будапешт Гонвед»                                 |
| 1959/60 | «Уйпешт Дожа»                                     | «Ференцварош»                                     | «Вашаш»                                           |
| 1960/61 | «Вашаш»                                           | «Уйпешт Дожа»                                     | МТК                                               |
| 1961/62 | «Вашаш»                                           | «Уйпешт Дожа»                                     | «Ференцварош»                                     |
| 1962/63 | «Ференцварош»                                     | МТК                                               | «Уйпешт Дожа»                                     |
| 1963(о) | «Дьйор Вашаш»                                     | «Будапешт Гонвед»                                 | «Ференцварош»                                     |
| 1964    | «Ференцварош»                                     | «Будапешт Гонвед»                                 | «Татабанья Баняс»                                 |
| 1965    | «Вашаш»                                           | «Ференцварош»                                     | «Уйпешт Дожа»                                     |
| 1966    | «Вашаш»                                           | «Ференцварош»                                     | «Татабанья Баняс»                                 |
| 1967    | «Ференцварош»                                     | «Уйпешт Дожа»                                     | «Раба»                                            |
| 1968    | «Ференцварош»                                     | «Уйпешт»                                          | «Вашаш»                                           |
| 1969    | «Уйпешт Дожа»                                     | «Будапешт Гонвед»                                 | «Ференцварош»                                     |
| 1970    | «Уйпешт Дожа»                                     | «Ференцварош»                                     | «Будапешт Гонвед»                                 |
| 1970/71 | «Уйпешт Дожа»                                     | «Ференцварош»                                     | «Вашаш»                                           |
| 1971/72 | «Уйпешт Дожа»                                     | «Будапешт Гонвед»                                 | «Шалготар'ян БТК»                                 |
| 1972/73 | «Уйпешт Дожа»                                     | «Ференцварош»                                     | «Вашаш»                                           |
| 1973/74 | «Уйпешт Дожа»                                     | «Ференцварош»                                     | «Раба»                                            |
| 1974/75 | «Уйпешт Дожа»                                     | «Будапешт Гонвед»                                 | «Ференцварош»                                     |
| 1975/76 | «Ференцварош»                                     | «Відеотон»                                        | «Уйпешт Дожа»                                     |
| 1976/77 | «Вашаш»                                           | «Уйпешт Дожа»                                     | «Ференцварош»                                     |
| 1977/78 | «Уйпешт Дожа»                                     | «Будапешт Гонвед»                                 | МТК                                               |
| 1978/79 | «Уйпешт Дожа»                                     | «Ференцварош»                                     | «Діошдьйор» (Мішкольц)                            |
| 1979/80 | «Будапешт Гонвед»                                 | «Уйпешт Дожа»                                     | «Вашаш»                                           |
| 1980/81 | «Ференцварош»                                     | «Татабанья Баняс»                                 | «Вашаш»                                           |
| 1981/82 | «Раба»                                            | «Ференцварош»                                     | «Татабанья Баняс»                                 |
| 1982/83 | «Раба»                                            | «Ференцварош»                                     | «Будапешт Гонвед»                                 |
| 1983/84 | «Будапешт Гонвед»                                 | «Раба»                                            | «Відеотон»                                        |
| 1984/85 | «Будапешт Гонвед»                                 | «Раба»                                            | «Відеотон»                                        |
| 1985/86 | «Будапешт Гонвед»                                 | «Печ МФК»                                         | «Дьйор ЕТО»                                       |
| 1986/87 | МТК                                               | «Уйпешт»                                          | «Татабанья»                                       |
| 1987/88 | «Будапешт Гонвед»                                 | «Татабанья»                                       | «Уйпешт»                                          |
| 1988/89 | «Будапешт Гонвед»                                 | «Ференцварош»                                     | МТК                                               |
| 1989/90 | «Уйпешт»                                          | МТК                                               | «Ференцварош»                                     |
| 1990/91 | «Будапешт Гонвед»                                 | «Ференцварош»                                     | «Печ»                                             |
| 1991/92 | «Ференцварош»                                     | «Вац»                                             | «Кішпешт Гонвед»                                  |
| 1992/93 | «Кішпешт Гонвед»                                  | «Вац»                                             | «Ференцварош»                                     |
| 1993/94 | «Вац»                                             | «Кішпешт Гонвед»                                  | «Бекешчаба Елере»                                 |
| 1994/95 | «Ференцварош»                                     | «Уйпешт»                                          | «Дебрецен»                                        |
| 1995/96 | «Ференцварош»                                     | БВСК                                              | «Уйпешт»                                          |
| 1996/97 | МТК                                               | «Уйпешт»                                          | «Ференцварош»                                     |
| 1997/98 | «Уйпешт»                                          | «Ференцварош»                                     | «Вашаш»                                           |
| 1998/99 | МТК                                               | «Ференцварош»                                     | «Уйпешт»                                          |
| 1999/00 | «Дунауйварош»                                     | МТК                                               | «Вашаш»                                           |
| 2000/01 | «Ференцварош»                                     | «Дунауйварош»                                     | «Вашаш»                                           |
| 2001/02 | «Залаегерсег»                                     | «Ференцварош»                                     | МТК                                               |
| 2002/03 | МТК                                               | «Ференцварош»                                     | «Дебрецен»                                        |
| 2003/04 | «Ференцварош»                                     | «Уйпешт»                                          | «Дебрецен»                                        |
| 2004/05 | «Дебрецен»                                        | «Ференцварош»                                     | МТК                                               |
| 2005/06 | «Дебрецен»                                        | «Уйпешт»                                          | «Фегервар»                                        |
| 2006/07 | «Дебрецен»                                        | МТК                                               | «Залаегерсег»                                     |
| 2007/08 | МТК                                               | «Дебрецен»                                        | «Дьйор ЕТО»                                       |
| 2008/09 | «Дебрецен»                                        | «Уйпешт»                                          | «Галадаш»                                         |
| 2009/10 | «Дебрецен»                                        | «Відеотон»                                        | «Дьйор ЕТО»                                       |
| 2010/11 | «Відеотон»                                        | «Пакш»                                            | «Ференцварош»                                     |
| 2011/12 | «Дебрецен»                                        | «Відеотон»                                        | «Дьйор ЕТО»                                       |
| 2012/13 | «Дьйор ЕТО»                                       | «Відеотон»                                        | «Будапешт Гонвед»                                 |
| 2013/14 | «Дебрецен»                                        | «Дьйор ЕТО»                                       | «Ференцварош»                                     |
| 2014/15 | «Відеотон»                                        | «Ференцварош»                                     | МТК                                               |
| 2015/16 | «Ференцварош»                                     | «Відеотон»                                        | «Дебрецен»                                        |
| 2016/17 | «Будапешт Гонвед»                                 | «Відеотон»                                        | «Вашаш»                                           |
| 2017/18 | «Відеотон»                                        | «Ференцварош»                                     | «Уйпешт»                                          |
| 2018/19 | «Ференцварош»                                     | МОЛ Віді                                          | «Дебрецен»                                        |
| 2019/20 | «Ференцварош»                                     | «Фегервар»                                        | «Академія Пушкаша»                                |
| 2020/21 | «Ференцварош»                                     | «Академія Пушкаша»                                | «Фегервар»                                        |
| 2021/22 | «Ференцварош»                                     | «Кішварда»                                        | «Академія Пушкаша»                                |
| 2022/23 | «Ференцварош»                                     | «Кечкемет»                                        | «Дебрецен»                                        |
| 2023/24 | «Ференцварош»                                     | «Пакш»                                            | «Академія Пушкаша»                                |
| 2024/25 | «Ференцварош»                                     | «Академія Пушкаша»                                | «Пакш»                                            |

## Титули
| Клуб                 | Кількість титулів | Сезони |
| -------------------- | ----------------- | --- |
| «Ференцварош»        | 36                | 1903, 1905, 1907, 1909, 1910, 1911, 1912, 1913, 1926, 1927, 1928, 1932, 1934, 1938, 1940, 1941, 1949, 1963 (в), 1964, 1967, 1968, 1976, 1981, 1992, 1995, 1996, 2001, 2004, 2016, 2019, 2020, 2021, 2022, 2023, 2024, 2025 |
| МТК                  | 23                | 1904, 1908, 1914, 1917, 1918, 1919, 1920, 1921, 1922, 1923, 1924, 1925, 1929, 1936, 1937, 1951, 1953, 1958, 1987, 1997, 1999, 2003, 2008                                                                                   |
| «Уйпешт»             | 20                | 1930, 1931, 1933, 1935, 1939, 1945, 1946, 1947, 1960, 1969, 1970, 1971, 1972, 1973, 1974, 1975, 1978, 1979, 1990, 1998 |
| «Гонвед»             | 14                | 1950, 1950(о), 1952, 1954, 1955, 1980, 1984, 1985, 1986, 1988, 1989, 1991, 1993, 2017 |
| «Дебрецен»           | 7                 | 2005, 2006, 2007, 2009, 2010, 2012, 2014 |
| «Вашаш»              | 6                 | 1957, 1961, 1962, 1965, 1966, 1977 |
| «Чепель»             | 4                 | 1942, 1943, 1948, 1959 |
| «Дьйор ЕТО»          | 4                 | 1963(о), 1982, 1983, 2013 |
| «Відеотон»           | 3                 | 2011, 2015, 2018 |
| БТК                  | 2                 | 1901, 1902 |
| «Надьвараді» (Орадя) | 1                 | 1944 |
| «Вац»                | 1                 | 1994 |
| «Дунауйварош»        | 1                 | 2000 |
| «Залаегерсег»        | 1                 | 2002 |